# Gjerrild Sogn
Gjerrild Sogn er et sogn i Norddjurs Provsti (Århus Stift).
I 1800-tallet var Hemmed Sogn anneks til Gjerrild Sogn. Begge sogne hørte til Djurs Nørre Herred i Randers Amt. Gjerrild-Hemmed sognekommune blev ved kommunalreformen i 1970 indlemmet i Nørre Djurs Kommune, som ved strukturreformen i 2007 indgik i Norddjurs Kommune.
I Gjerrild Sogn ligger Gjerrild Kirke.
I sognet findes følgende autoriserede stednavne:
- Brøndstrup (bebyggelse, ejerlav)
- Brøndstrup Mølleå (vandareal)
- Dyrehave (areal)
- Gjerrild (bebyggelse, ejerlav)
- Gjerrild Bugt (vandareal)
- Gjerrild Klint (areal)
- Gjerrild Nordstrand (bebyggelse)
- Hovå (vandareal)
- Knudshoved (areal)
- Nederskov (areal)
- Overskov (areal)
- Præsteeng (bebyggelse)
- Rimsti Bakke (areal)
- Rødeledshoved (areal)
- Slæbogab (areal)
- Sostrup Slot (landbrugsejendom)
- Stokkebro (bebyggelse)
- Tornled (bebyggelse)
- Troldhøj (areal)
- Vandkær (areal)
- Vibekær (areal)